# ایداملاندا
ایداملاندا (به لاتین: Idamelanda) یک منطقهٔ مسکونی در سری‌لانکا است که در استان مرکزی (سری‌لانکا) واقع شده‌است.